# Wilszanka (obwód odeski)
Wilszanka (ukr. Вільшанка) – wieś na Ukrainie, w obwodzie odeskim, w rejonie podolskim, w hromadzie Sawrań. W 2001 liczyła 990 mieszkańców, spośród których 968 wskazało jako ojczysty język ukraiński, 18 rosyjski, 2 mołdawski, 1 bułgarski, a 1 gagauski.